# Abrocoma boliviensis
Abrocoma boliviensis är en däggdjursart som beskrevs av William E. Glanz och Anderson 1990. Abrocoma boliviensis ingår i släktet Abrocoma och familjen chinchillaråttor. IUCN kategoriserar arten globalt som akut hotad. Inga underarter finns listade.
Denna chinchillaråtta är endemisk för ett cirka 100 km² stort område i centrala Bolivia. Arten vistas där vid östra utlöparna av Anderna, ungefär vid 1800 meter över havet. Habitatet utgörs av molnskogar med klippig mark. Dräktighetstiden är liksom hos andra piggsvinsartade gnagare ganska lång och ungarna är väl utvecklade vid födelsen.
Kroppslängden är bara känd från en enda individ som var 17,5 cm lång (huvud och bål). Andra arter av samma släkte väger 220 till 300 g men de är vanligen lite större (cirka 22 cm).
Levnadssättet är antagligen lika som hos andra arter av samma släkte. De bildar mindre flockar med cirka 6 medlemmar och äter olika växtdelar som unga växtskott eller bark, kvistar och blad från buskar. Några arter av släktet har 1 eller 2 ungar per kull och andra 4 till 6 ungar. I fångenskap kan dessa gnagare leva lite över två år.